# Palais des Sports de Gerland
Palais des Sports de Gerland (česky Gerlandský palác sportů či sportovní palác) je víceúčelová aréna ve francouzském Lyonu, otevřená po dvouleté výstavbě 10. října 1962. Leží v jihovýchodní čtvrti Gerland sedmého městského obvodu, při toku řeky Rhôny. Vedle sportovních události slouží ke koncertní činnosti, veletrhům a dalším společenským akcím. Její maximální kapacita činí 6 500 diváků a v závislosti na konfiguraci interiéru může být pro jednotlivé události snižována. Spojená je s menší halou Petit Palais des Sports pro 800 návštěvníků, domovským stadionem volejbalového týmu ASUL Lyon Volley-Ball.
Celý komplex odpovídá třípodlažnímu domu s masivní betonovou kupolovitou střechou, v němž lze vytvořit vnitřní atletickou dráhu, horolezecké stěny, fotbalové hřiště či dvanáct tenisových dvorců.

## Historie

### Sport
V roce 1968 palubovka haly hostila finále Poháru mistrů evropských zemí v basketbale, ve kterém Real Madrid zvítězil tříbodovým rozdílem nad Spartakem Brno 98:95. Hrálo se před kulisou osmi tisíc diváků. Na přelomu 70. a 80. let sloužila jako domovské hřiště basketbalistů ASVEL Lyon-Villeurbanne pro zápasy v evropských pohárech, s navýšenou kapacitou 10 tisíc osob. Roku 2002 se v ní před 6,2 tisíci diváky odehrálo finále posledního ročníku basketbalového Poháru vítězů pohárů, v němž italská Siena o deset bodů porazila španělský celek BC Valencia.
V období 1987–2009 aréna na okruhu ATP Tour hostila mužský tenisový turnaj Grand Prix de Tennis de Lyon. Stala se také dějištěm finále Davis Cupu 1991, v němž Francie získala salátovou mísu po výhře nad Spojenými státy americkými. Francouzský daviscupový tým ji opakovaně využil k domácím zápasům, včetně vítězného semifinále 2010 nad Argentinou. V roce 2020 se na túře WTA stala dějištěm tenisového turnaje žen Lyon Open.
V hale se uskutečnilo Mistrovství Evropy v krasobruslení 2006, s individuálními tituly pro Rusy Jevgenije Pljuščenka a Irinu Sluckou. Rovněž hostila předolympijskou kvalifikaci v házené, šampionáty v judu, boxu, taekwondu, volejbalu, motokrosu, sportovním aerobiku či taneční soutěže typu Světového poháru v akrobatickém rock and rollu 2017.

### Kultura
V Paláci sportů probíhají koncerty, divadelní a muzikálová představení i další společenské akce, jakou byla volba Miss Francie 2003. Mezi vystupující se zařadili Led Zeppelin (1973), Queen (1979 a 1982), Genesis (1978 a 1981), Kiss (1980), Iron Maiden (1980), AC/DC (1982), Depeche Mode (1986), The Cure (1987), INXS (1990), zpěváci David Bowie (1978), Bruce Springsteen (1981), Mylène Farmer (1999 a 2000) či Cirque du Soleil.

## Dopravní spojení
Dopravní spojení zajišťuje stanice lyonského metra, rovněž jako tramvajová a autobusová zastávka.
- Linka B metra, stanice: Stade de Gerland
- Autobusová linka 60, zastávka: Université Lyon 1 – Gerland
- Tramvajová linka T1, zastávka: Debourg[8]

## Galerie

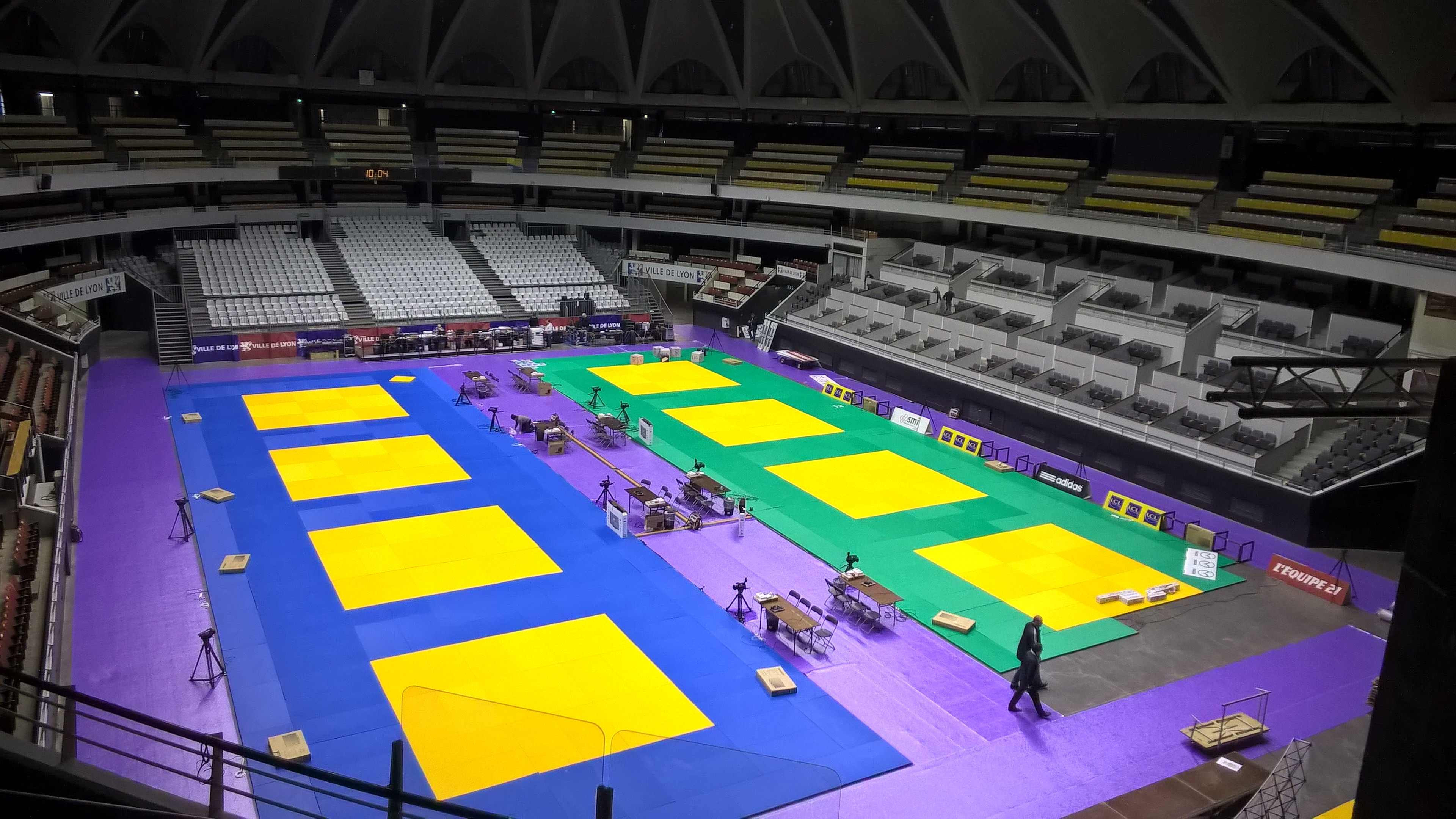
Tatami pro turnaj juda
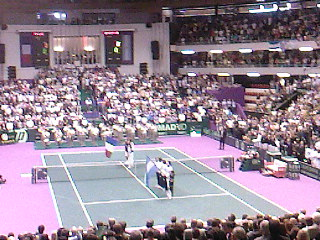
Davis Cup 2010: Francie–Argentina 5:0
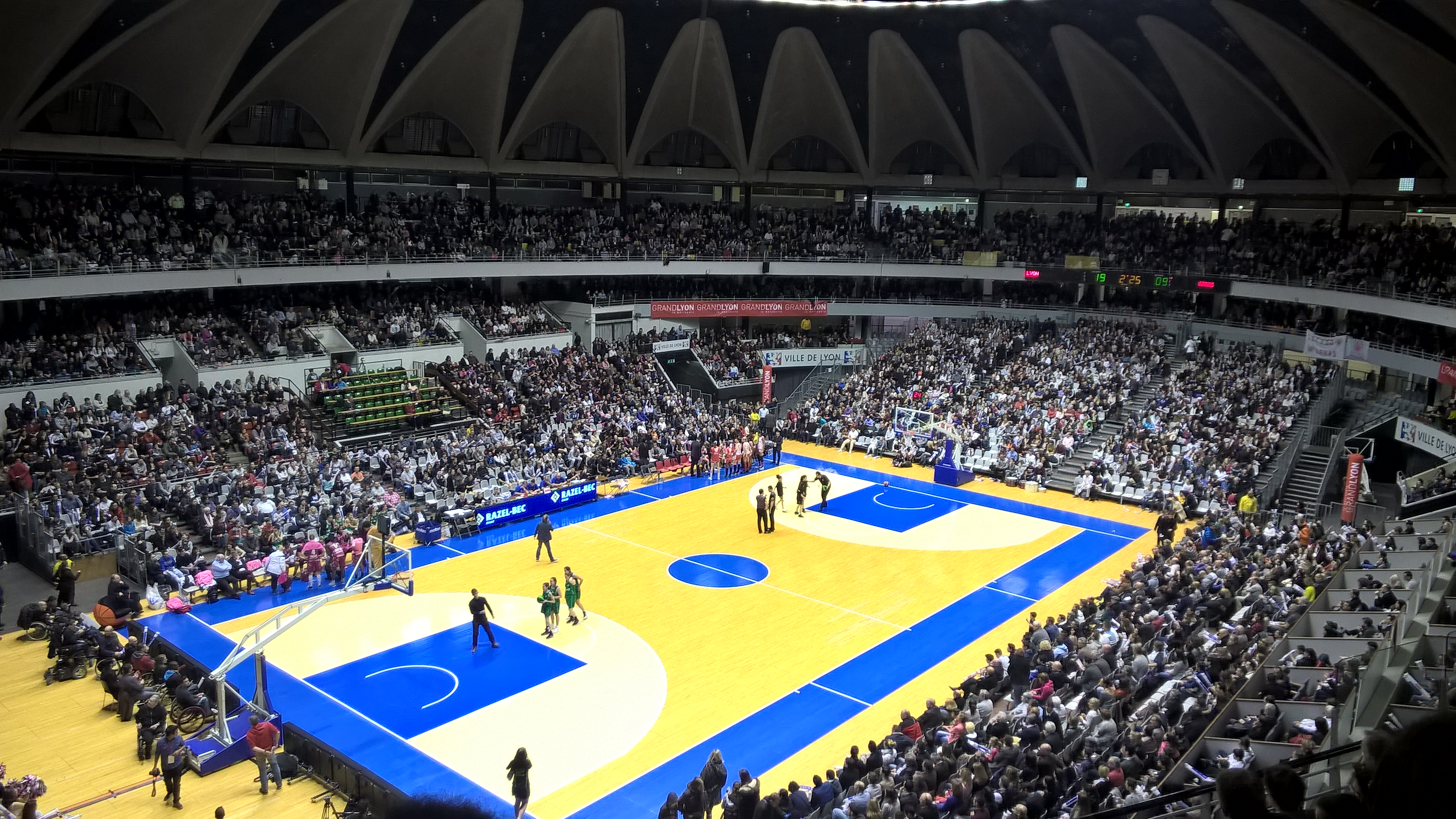
Basketbalové hřiště
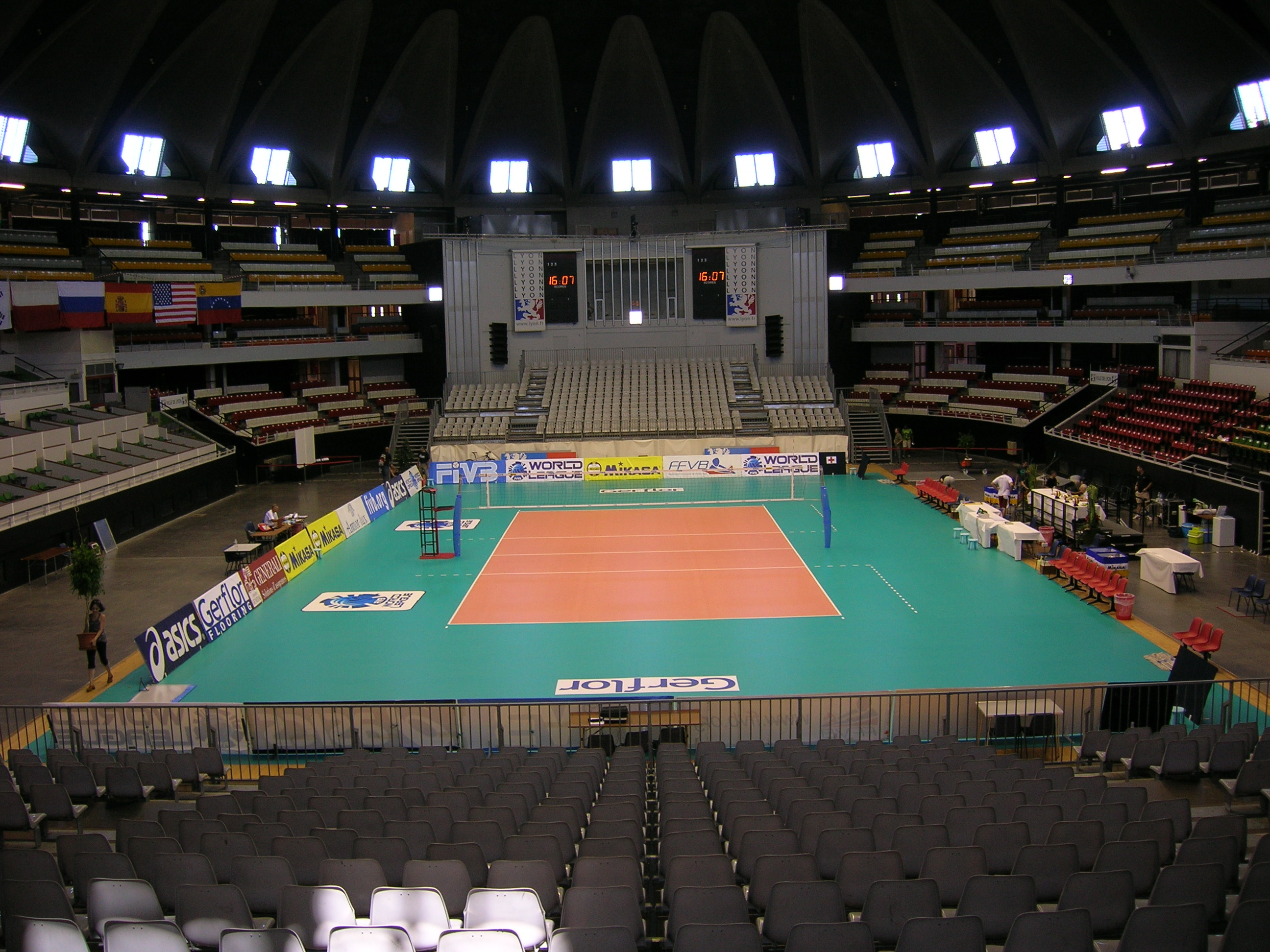
Volejbalové hřiště